# Цинабарит
Цинабар или цинабарит је минерал, живин сулфид из кога се експлоатише једини течни метал, жива ({\displaystyle Hg}). Има хемијску формулу .
Жива се из ове руде добија њеним печењем: HgS+O2=Hg+SO2

## Историја
Цинабарит се у обиљу налази на Авали. Винчанци су га под маскама топили, да би из њега добили боју цинобер, за бојење тканина и украшавање посуђа. Цинабарит се користио широм света, како у праисторији тако и током историјских епоха, најчешће у медицинске сврхе, као антисептик и седатив, и као редован састојак различитих алхемичарских рецепата за дуговечност и бесмртност.